# Buran-Resurs Donieck
Buran-Resurs Donieck (ukr. Міні-футбольний клуб «Буран-Ресурс» Донецьк, Mini-Futbolnyj Kłub "Buran-Resurs" Donećk) – ukraiński klub futsalu, mający siedzibę w mieście Donieck. Od sezonu 2011/12 do 2013/14 występował w futsalowej Pierwszej Lidze Ukrainy.

## Historia
Chronologia nazw:
- 2011: Resurs Donieck (ukr. «Ресурс» Донецьк)
- 2012: Buran-Resurs Donieck (ukr. «Буран-Ресурс» Донецьк)
- 2014: klub rozwiązano

Klub futsalowy Resurs Donieck został założony w Doniecku w 2011 roku i reprezentował firmę Resurs. W sezonie 2011/12 startował w profesjonalnych rozgrywkach Pierwszej Ligi, zajmując czwarte miejsce w grupie B. W sezonie 2012/13 po zmianie nazwy na Buran-Resurs Donieck najpierw zwyciężył w swojej grupie, a potem w turnieju finałowym zdobył mistrzostwo ligi. Jednak z powodów finansowych zrezygnował z awansu do Ekstra Ligi. W następnym sezonie 2013/14 ponownie został mistrzem pierwszej ligi. Po wybuchu wojny w Donbasie stracił możliwość rozgrywania meczów we własnej hali dlatego latem 2014 został rozwiązany.

## Barwy klubowe, strój
| Pomarańczowy | Czarny |

Zawodnicy klubu zazwyczaj grają swoje mecze domowe w pomarańczowych strojach.

## Sukcesy

### Trofea międzynarodowe
Nie uczestniczył w rozgrywkach europejskich (stan na 31-05-2019).

### Trofea krajowe
| \| \| Zdobyte trofea w rozgrywkach Ukrainy (stan na: 31-05-2019) \| |                                                            |      |                  |
| Rozgrywki                                                           | Osiągnięcie                                                | Razy | Sezon(y)         |
| · Mistrzostwo                                                       | I miejsce                                                  | 0    |                  |
| · Mistrzostwo                                                       | II miejsce                                                 | 0    |                  |
| · Mistrzostwo                                                       | III miejsce                                                | 0    |                  |
| Puchar                                                              | zdobywca                                                   | 0    |                  |
| Puchar                                                              | finalista                                                  | 0    |                  |
| II liga                                                             | I miejsce                                                  | 2    | 2012/13, 2013/14 |
| II liga                                                             | II miejsce                                                 | 0    |                  |
| II liga                                                             | III miejsce                                                | 0    |                  |
| Ukraina                                                             | Zdobyte trofea w rozgrywkach Ukrainy (stan na: 31-05-2019) |      |                  |

## Struktura klubu

### Stadion
Klub rozgrywa swoje mecze domowe w Hali Pałacu Sportu Drużba w Doniecku. Pojemność: 4000 miejsc siedzących.

### Sponsorzy
- "Resurs" (ukr. Ресурс)
- "Buran" - zakład budowy maszyn (ukr. Буран)